# V2X
V2X, sigla che sta per Vehicle-to-everything (in italiano: "Veicolo verso qualsiasi cosa"), è un sistema di comunicazione di informazioni tra un veicolo a qualsiasi entità che possa influenzare il veicolo e viceversa.
La sigla V2X integra diversi tipi di comunicazione tra cui:
- V2I - Veicolo verso l'infrastruttura
- V2N - Veicolo verso la rete
- V2V - Veicolo verso veicolo
- V2P - Veicolo verso pedone
- V2D - Veicolo verso dispositivo elettronico
- V2G - Veicolo verso griglia

Il sistema di comunicazione è basato su una infrastruttura di rete WLAN e di rete di telefonia cellulare.
La prima specifica WLAN è del 2012 ed è stata la IEEE 802.11p per il supporto del tipo V2I e V2V e quindi per la comunicazione fra veicoli e infrastrutture.
Nel 2016, 3GPP pubblica le specifiche per una comunicazione V2X (o C-V2X per differenziarsi dalla specifica di IEEE) basata sulla tecnologia LTE ed in particolare i tipi compatibili sono: V2I, V2V e V2N.
La trasmissione veicolo verso rete sarà un tipo di comunicazione nelle reti cellulari 5G.
A dicembre 2017, un produttore automobilistico europeo ha annunciato che metterà in opera la tecnologia V2X basandosi su 802.11p dal 2019.